# Coulommes-la-Montagne
Coulommes-la-Montagne är en kommun i departementet Marne i regionen Grand Est (tidigare regionen Champagne-Ardenne) i nordöstra Frankrike. Kommunen ligger i kantonen Ville-en-Tardenois som tillhör arrondissementet Reims. År 2022 hade Coulommes-la-Montagne 207 invånare.

## Befolkningsutveckling
Antalet invånare i kommunen Coulommes-la-Montagne
| Referens: INSEE |